# Парашут (Колорадо)
Парашут (енгл. Parachute) град је у америчкој савезној држави Колорадо.

## Демографија
По попису из 2010. године број становника је 1.085, што је 79 (7,9%) становника више него 2000. године.
| Група             | 2000.       | 2010.       |
| Белци             | 752 (74,8%) | 587 (54,1%) |
| Афроамериканци    | 8 (0,8%)    | 4 (0,4%)    |
| Азијати           | 4 (0,4%)    | 15 (1,4%)   |
| Хиспаноамериканци | 199 (19,8%) | 440 (40,6%) |
| Укупно            | 1.006       | 1.085       |